# Chen Jing (tenisistka stołowa)
Chen Jing (chiń. upr. 陈静; chiń. trad. 陳靜; pinyin Chén Jìng; ur. 20 września 1968 w Wuhanie) – chińska tenisistka stołowa, czterokrotna medalistka olimpijska.
W swojej kolekcji medalowej ma cztery olimpijskie medale i osiem medali mistrzostw świata. Na Letnich Igrzyskach Olimpijskich w Seulu zdobyła dwa medale: złoty w kategorii gry pojedynczej oraz w srebrny kategorii gry podwójnej kobiet (grała w parze z Jiao Zhimin).
Kolejne dwa medale olimpijskie, tym razem tylko w grze pojedynczej zdobywała w następnych igrzyskach, ale startując w barwach Tajwanu: srebro na Letnich Igrzyskach Olimpijskich w Atlancie i brąz na Letnich Igrzyskach Olimpijskich w Sydney.
Wielokrotnie zdobywała medale mistrzostw świata. Dwukrotnie zdobyła złoty medal zespołowo.